# 아줄 브라질 항공
아줄 브라질 항공(영어: Azul Brazilian Airlines)은 브라질의 저비용 항공사로 총 50개 노선을 취항하고 있다. 본사는 브라질 바루에리 위치해 있으며 2008년에 설립했다. 또한 사용하고 있는 허브 공항으로 비라코푸스 캄피나스 국제공항, 탕크레두 네비스 국제공항이 있다.

## 개요
미국의 저비용 항공사인 제트블루 항공의 창업자로 알려진 데이비드 니루만은 2008년 5월 5일에 회사를 설립해 같은 해 12월부터 운항을 시작했다. 이 회사는 브라질 국내에서 공모를 모집하고 선정된 것으로 아줄(포르투갈어: Azul)이란 포르투갈어로 파란색을 의미하는 데에서 유래했다. 현재 아줄 브라질 항공은 브라질 국내선 노선을 중심으로 취항하고 있다. 최근에 브라질 정부가 포르투갈의 국영 항공사인 TAP 포르투갈과 미국의 저비용 항공사인 제트블루 항공과 함께 인수하는 안이 검토되고 있다.

## 서비스
현재 브라질은 미국의 저비용 항공사인 사우스웨스트 항공의 모델로 한 GOL 항공이 저비용 항공사 중에서 큰 점유율을 차지하고 있지만, CEO는 이에 대해 거리 요금으로 보면 그것과 비교하여 아직도 50% 높다고 한다. 결국 버스의 요금 수준까지 인하하는 것이 목표로 하고 있다며 GOL 항공보다 더 저렴한 요금을 하기로 결정했다. 하지만 다른 한편으로 낮은 가격 경쟁만을 생각하는 것이 아니라 서비스의 향상을 위해 노력하고 있다.

## 경영자
CEO이며 아즈 창립자이기도 데이비드 니루만은 앞에서 설명했듯이 미국에서 급성장한 저비용 항공사인 제트블루 항공의 창업자로 알려져 있다. 니루만은 제트블루 항공 설립 이래 CEO로 회사의 경영에 관여를 하면서 제트블루 항공의 급성장을 지원했다. 그러나 2007년에 회사가 악천후의 영향으로 많은 결항편을 내놓은 것에 대한 책임을 지는 형태로 CEO 자리를 해임하고 이사회 의장 형태로 경영진에 남아 있었지만 일선에서 완전히 물러나게 되었다.
니루만은 이사회 의장의 직무에 해당하는 곳에서 사업을 시작하기 위해 모색한 끝에 항공사와 비행 학교의 경영을 목표로 했다. 니루만은 새로운 사업을 일으킨 장소로 자신의 고향인 브라질이라고 주장을 했으며 2008년 3월에 항공사를 설립해 같은 해 5월 제트블루 항공 CEO를 사임하고 취항을 시작했다.

## 보유 기종

### 현재 보유중인 기종
- 2020년 7월 기준으로 아줄 브라질 항공은 다음과 같은 기종을 보유하고 있다.[3]

## 사진

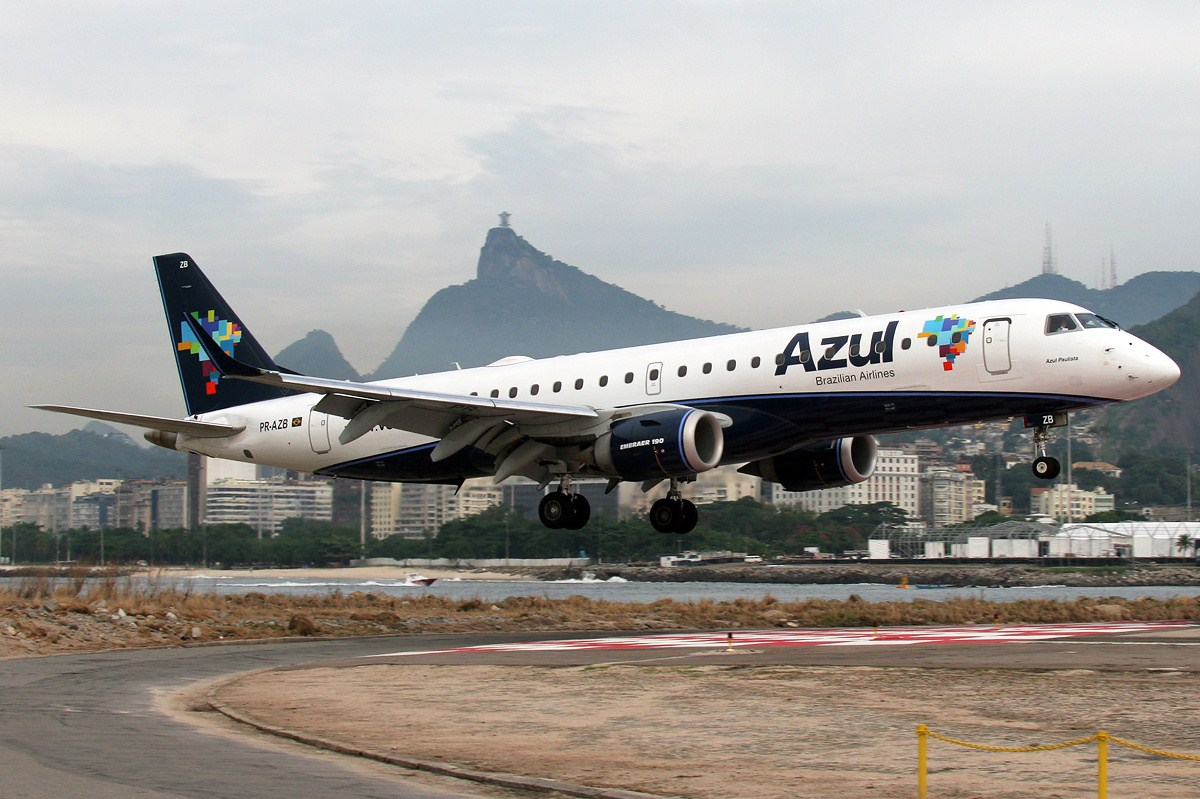
아줄 브라질 항공의 엠브라에르 190
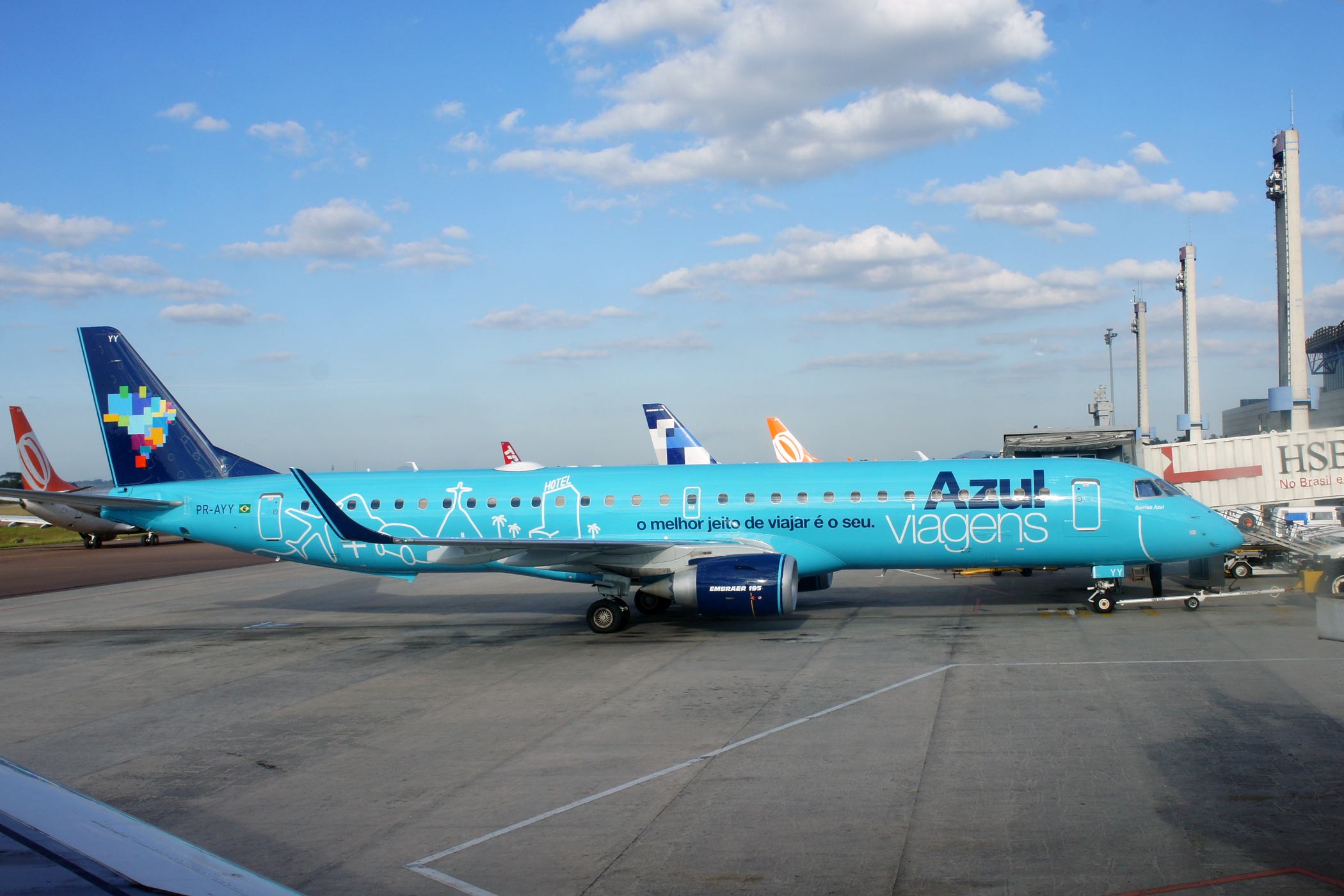
아줄 브라질 항공의 엠브라에르 195
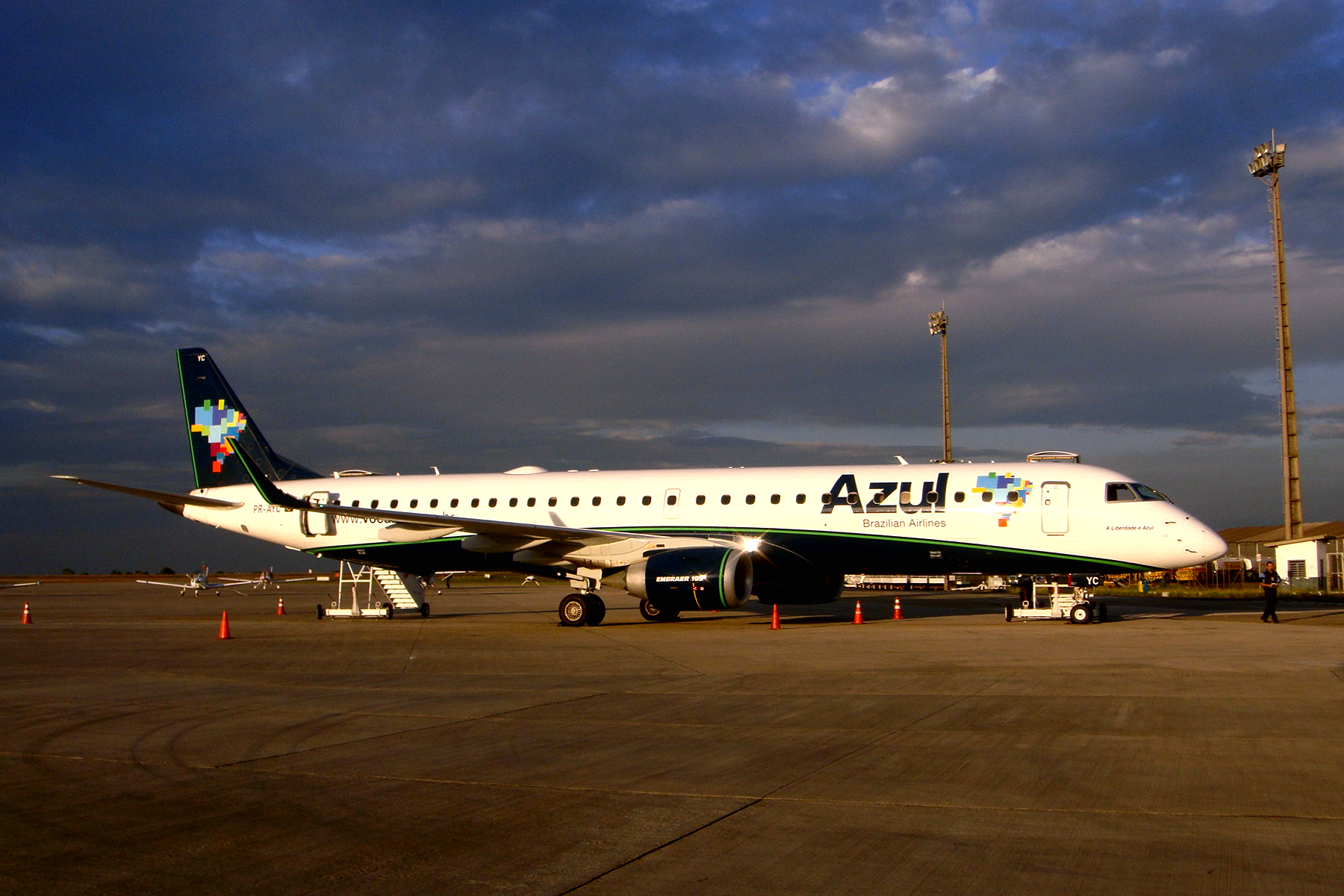
아줄 브라질 항공의 엠브라에르 195